# Qiryat Bialiq
Qiryat Bialiq (en hebreu, קריית ביאליק) és una ciutat del districte de Haifa d'Israel. La ciutat rep el nom del poeta Hayyim Nahman Bialik.

## Història
Qiryat Bialiq fou fundada el 18 de juliol de 1934 per un grup d'immigrants procedents d'Alemanya. Aquell mateix any morí el poeta nacional Hayyim Nahman Bialik, i l'assentament fou rebatejat amb el seu nom. Qiryat Bialiq fou el primer assentament a Palestina d'immigrants alemanys que es dedicaven a les professions liberals. El 1976 la ciutat obtingué l'estatus de ciutat. En els darrers anys, aproximadament unes 7.000 persones s'hi han instal·lat procedents de l'exURSS i d'Etiòpia.

## Dades estadístiques

### Demografia
Segons l'Oficina Central d'Estadística d'Israel (CBS), l'any 2001 la població de la ciutat era un 100% jueva o no-àrab, i no hi ha un nombre significatiu d'àrabs.
L'any 2001 hi havia 17.600 homes i 19.300 dones. La població de la ciutat es compon en un 26,8% de persones de menys de 20 anys, un 15,9% de persones d'entre 20 i 29 anys, un 17,5% d'entre 30 i 44, un 20,4% d'entre 45 i 59, un 4,5% d'entre 60 i 64, i un 14,9% de majors de 65. La taxa de creixement de la població aquell mateix any era de 0,7%.

### Ingressos
Segons la CBS, l'any 2000 hi havia 15.077 empleats i 922 autònoms a la ciutat. El salari mensual mitjà de la ciutat per als empleats era de 5.869 nous xéquels. El salari mitjà dels homes era de 7.566 nous xéquels i el de les dones era de 4.165 nous xéquels. Els ingressos mitjans dels autònoms eren de 7.086 nous xéquels. 810 persones rebien prestació d'atur i 2.339 ajuda social.

### Ensenyament
Segons la CBS, hi ha 9 centres educatius i 6.671 estudiants a la ciutat. Hi ha 6 escoles primàries amb 2.650 estudiants i 3 escoles secundàries amb 4.021 estudiants. L'any 2001, un 62,5% dels estudiants d'últim curs de secundària es van graduar.

## Ciutats agermanades
- Berlín-Steglitz (Alemanya)
- Langenfeld (Rin del Nord-Westfàlia, Alemanya)